# Хёппнер, Рольф-Хайнц
Рольф-Хайнц Хёппнер (нем. Rolf-Heinz Höppner; 24 февраля 1910, Зигмар, Германская империя — 23 октября 1998, Бад-Годесберг, Германия) — немецкий юрист, оберштурмбаннфюрер СС, сотрудник Главного управления имперской безопасности.

## Биография
Рольф-Хайнц Хёппнер родился 24 февраля 1910 года. Изучал юриспруденцию в университете Лейпцига и сдал два государственных экзамена. Изначально заведовал делами прессы в аппарате СД, где в начале 1934 года был утверждён на должность референта. Позже он занимался организационными и кадровыми вопросами и дослужился до начальника лейтабшнита СД в Позене.
1 октября 1930 года вступил в НСДАП (билет № 321209). В 1931 году был зачислен в Штурмовые отряды (СА), а в 1934 году — в СС (№ 107136). Хёппнер, будучи руководителем центра по переселению в Позене, был ответственным за «выселение иностранного народа», а именно за депортацию евреев и поляков в генерал-губернаторство, а также за заселение фольксдойче в Вартеланд.
16 июля 1941 года Хёппнер послал Адольфу Эйхману протокольную запись, в которой он обобщил «разные обещания местных губернаторов» для «решения еврейского вопроса». Он отметил, что «отчасти эти вещи звучат фанатично, но, по моему мнению, это нужно провести».
Некоторые из предложений касались создания лагеря, в котором будут собраны 300 000 евреев из Вартеланда. «Быстродействующим средством» было умерщвление газом монооксида углерода из стальных баллонов, который с 1939 года уже использовала зондеркоманда под руководством Герберта Ланге, уничтожая пациентов психиатрических учреждений. Поиск места уничтожения неработоспособных евреев начался в июле 1941 года в округе Вартбрюккен. До ноября 1941 года почти 4000 евреев были расстреляны мобильными командами или умерщвлены в газовых камерах.
3 сентября 1941 года Хёппнер в своём письме в РСХА предложил дополнить работу местного центра переселения путём образования имперского центрального комитета. После окончания войны советские территории должны были предоставить достаточно место для соответственных переселений. Но сначала нужно было принципиально решить вопрос о «нежелательной части населения», «оставить ли жизнь им на длительное время» или «они должны быть полностью искоренены».
4 октября 1943 года Хёппнер был среди слушателей первой речи Гиммлера в Позене, в которой тот открыто говорил о далеко идущем истреблении евреев. В начале того же года он стал руководителем управления гау по национальным вопросам. В июле 1944 года Хёппнер был откомандирован в Берлин в РСХА, где возглавил управленческую группу III A (вопросы правопорядка и народности).

### После войны
В июле 1945 года был арестован в окрестностях Фленсбурга. Выступал свидетелем защиты на Нюрнбергском процессе, где оспаривал  ответственность РСХА за действия айнзацгрупп полиции безопасности и СД. 
В июле 1947 года был экстрадирован в Польшу и 15 марта 1949 года в Познани приговорён к смертной казни. По другим данным, Хёппнер был приговорён к пожизненному заключению. В ходе большой польской амнистии в начале 1957 года был освобождён. Впоследствии работал в качестве старшего правительственного советника в министерстве жилищного строительства и жил в доме для престарелых в Кёльне.